# Mario Abruzzese
Mario Abruzzese, noto anche con lo pseudonimo di Romanino (Nettuno, 26 giugno 1920 – Nettuno, 3 febbraio 1972), è stato un partigiano italiano.

## Biografia
Sottotenente di cavalleria del reggimento Nizza Cavalleria, a seguito dell'armistizio dell'8 Settembre 1943 si unisce alla resistenza entrando a far parte della Brigata Garibaldi con il grado di vice comandante. 

A partire dal settembre 1944 è comandante della 105ª Brigata Garibaldi "Pisacane" operante in Val Pellice, provincia di Torino, inquadrata nella I Divisione Garibaldi "Piemonte". Partecipa con i suoi uomini allo sciopero dello stabilimento FIAT Mirafiori, respingendo l'assalto dei tedeschi che intendevano impossessarsi dei macchinari per trasferirli in Germania.

Dopo la liberazione si trasferisce in Venezuela, dove risiede fino al 1956. 
Tornato in patria, viene eletto Consigliere comunale di Nettuno nella lista del Partito Comunista Italiano.